# Nielisz (gmina)
Nielisz (hist. gmina Ruskie Piaski) – gmina wiejska w województwie lubelskim, w powiecie zamojskim. W latach 1975–1998 gmina położona była w województwie zamojskim.
Siedziba gminy to Nielisz.
Według danych z 30 czerwca 2004 gminę zamieszkiwało 6086 osób.

## Struktura powierzchni
Według danych z roku 2002 gmina Nielisz ma obszar 113,16 km², w tym:
- użytki rolne: 80%
- użytki leśne: 14%

Gmina stanowi 6,04% powierzchni powiatu.

## Demografia

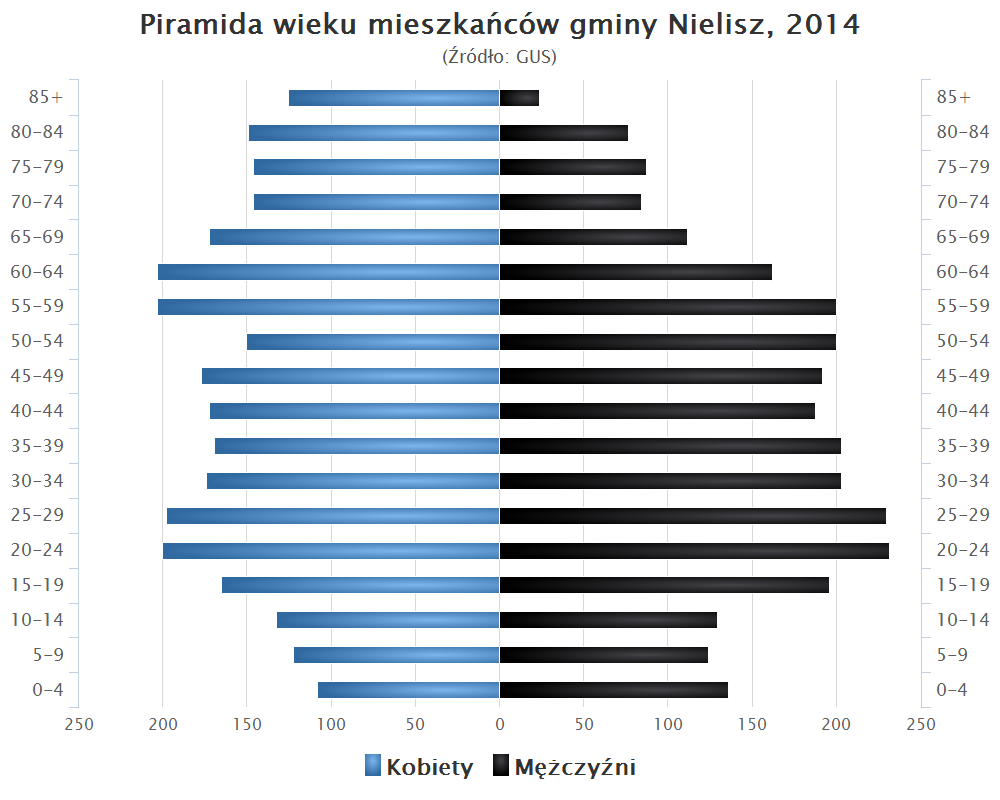
Piramida wieku mieszkańców gminy Nielisz w 2014 roku

Dane z 30 czerwca 2004:
| Opis                              | Ogółem | Ogółem | Kobiety | Kobiety | Mężczyźni | Mężczyźni |
| --------------------------------- | ------ | ------ | ------- | ------- | --------- | --------- |
| jednostka                         | osób   | %      | osób    | %       | osób      | %         |
| populacja                         | 6086   | 100    | 3078    | 50,6    | 3008      | 49,4      |
| gęstość zaludnienia (mieszk./km²) | 53,8   | 53,8   | 27,2    | 27,2    | 26,6      | 26,6      |

## Sołectwa
Deszkowice-Kolonia, Gruszka Duża, Gruszka Duża-Kolonia, Gruszka Mała Druga, Gruszka Mała Pierwsza, Kolonia Emska, Krzak, Nawóz, Nielisz, Ruskie Piaski (Ruskie Piaski, Ruskie Piaski "Stara Wieś") , Staw Noakowski, Staw Noakowski-Kolonia, Staw Ujazdowski, Staw Ujazdowski-Kolonia, Średnie Duże, Średnie Małe, Ujazdów, Wólka Nieliska, Wólka Złojecka, Zamszany, Zarudzie (Zarudzie "Stara Wieś", Zarudzie Kolonia), Złojec (Złojec I, Złojec II)

## Sąsiednie gminy
Izbica, Rudnik, Stary Zamość, Sułów, Szczebrzeszyn, Zamość.